# Filip Karlsson
Per Filip Martin Karlsson, född 30 mars 1996 i Ängelholm, är en svensk professionell ishockeyspelare som spelar för Rungsted Seier Capital i Superisligaen. Hans moderklubb är Rögle BK, som han också gjorde seniordebut med i Hockeyallsvenskan under säsongen 2013/14. Han var med att spela upp laget till SHL 2015 och spelade i klubben fram till 2018 då han värvades av Linköping HC. I februari 2020 värvades han av IK Oskarshamn och de följande säsongerna spelade han för Västerås IK och Kristianstads IK i Hockeyallsvenskan. Sedan juli 2023 tillhör han den danska klubben Rungsted Seier Capital.

## Karriär

### 2011–2018: Början av karriären i Rögle BK
Karlsson påbörjade sin ishockeykarriär med moderklubben Rögle BK. Säsongen 2011/12 tog han ett SM-guld med klubbens J18-lag. Säsongen därpå utsågs han till assisterande lagkapten i Rögle J18, men tillbringade större delen av säsongen med Rögle J20. 2013/14 spelade han både med J18 och J20, och gjorde också debut med klubbens seniorlag i Hockeyallsvenskan. På 17 matcher i A-laget noterades han för 2 assistpoäng. Säsongen 2014/15 kombinerade han spel i Hockeyallsvenskan och med Rögles J20-lag. Under två matcher blev han dessutom utlånad till Helsingborg HC i Hockeyettan. Karlsson var med i det lag som under Direktkval till Svenska Hockeyligan 2015 slog ut Västerås Hockey med 4–1 i matcher och därmed avancerade till SHL.
Den 17 september 2015 gjorde Karlsson SHL-debut i en match mot Frölunda HC. Månaden därpå, den 20 oktober, gjorde han sitt första mål i SHL efter att ha stått utanför laget de fem föregående matcherna. Målet gjordes på Jonas Gunnarsson och Rögle vann matchen med 3–2. Under säsongens gång blev han åter utlånad till Helsingborgs HC, dock bara för en match. Totalt noterades han för 15 poäng på 47 matcher (2 mål, 13 assist). I slutet av säsongen spelade Karlsson också för Rögle J20 och tilldelades ett SM-brons med laget. Den 9 februari 2016 förlängde han sitt avtal med Rögle med ytterligare ett år. Den efterföljande säsongen blev Karlssons poängmässigt bästa dittills; på 52 grundseriematcher noterades han för 17 poäng (4 mål, 13 assist). Vid sluttampen av säsongen förlängde han återigen sitt avtal med Rögle, med ytterligare ett år. Säsongen 2017/18 hann Karlsson bara spela tolv matcher för Rögle. Den 18 november 2017 bröt han handleden i en match mot Färjestad BK och missade resten av säsongen.

### 2018–2023: Linköping HC, IK Oskarshamn och spel i Hockeyallsvenskan
Den 6 april 2018 meddelades det att Karlsson lämnat Rögle efter att ha skrivit ett tvåårskontrakt med seriekonkurrenten Linköping HC. Efter nästan två säsonger i klubben där han noterades för 21 poäng på 75 grundseriematcher meddelades det den 8 februari 2020 att Karlsson värvats till IK Oskarshamn i utbyte mot Nichlas Hardt. Karlsson förlängde också avtalet med Oskarshamn med ytterligare ett år. På 14 matcher för Oskarshamn noterades Karlsson för ett mål och en assist. I grundseriens sista omgång spelade han sin 200:e SHL-match.
Under sin andra säsong i Oskarshamn spelade Karlsson 28 grundseriematcher för klubben. På dessa noterades han för ett mål och en assist. Den 4 januari 2021 meddelades det att Karlsson lånats ut till sin moderklubb Rögle BK. Även där stod han för ett mål och en assist, på nio spelade matcher. Efter att det två veckor långa låneavtalet löpt ut, bekräftades det den 24 januari 2021 att Karlsson lånats ut till Västerås Hockey för återstoden av säsongen, samt att han skrivit ett avtal med klubben för den följande säsongen. 2021/22 stod Karlsson för 20 poäng i Hockeyallsvenskans grundserie, hans poängmässigt bästa säsong som senior dittills. Västerås slutade på femte plats i grundserietabellen och slogs i det efterföljande slutspelet ut av IF Björklöven med 1–4 i matcher. På dessa fem matcher stod Karlsson för två assistpoäng.
Den 27 juli 2022 bekräftades det att Karlsson skrivit ett tvåårsavtal med Kristianstads IK. Han utsågs till en av de assisterande kaptenerna i laget och spelade samtliga 52 grundseriematcher den följande säsongen. På dessa 52 matcher stod han för 22 poäng, varav fem mål. Laget misslyckades att ta sig till slutspel sedan man slutat på elfte plats i tabellen. En tid efter säsongens slut nekades Kristianstads IK elitlicens och degraderades därför till Hockeyettan. 

### Från 2023: Rungsted Seier Capital
Då Kristianstad degraderats till Hockeyettan, lämnade Karlsson klubben. Den 18 juli 2023 stod det klart att han skrivit ett ettårsavtal med den danska klubben Rungsted Seier Capital i Superisligaen. Den 1 september samma år spelade han sin första match i ligan och gjorde samtidigt sitt första mål, i en 5–6-förlust mot Rødovre Mighty Bulls. Karlsson gjorde därefter sin poängmässigt bästa säsong som seniorspelare och noterades för 32 poäng på 47 grundseriematcher. Laget slutade på sjätte plats och slogs i slutspelet ut i kvartsfinalserien mot Sønderjyske ishockey med 4–0 i matcher. Den 1 augusti 2024 bekräftades det att Karlsson förlängt sitt avtal med ytterligare en säsong med Seier Capital. Karlsson gjorde sin poängmässigt bästa grundserie den följande säsongen och vann, tillsammans med Theo Keilin, lagets interna assistliga (32). Totalt stod han för 42 poäng, vilket gav honom en tredjeplats i Rungsteds interna poängliga. Laget slutade på tredje plats men slogs ut i semifinal av Odense Bulldogs med 4–1 i semifinalserien. I de följande matcherna om tredjepris besegrades Rungstedt av Aalborg Pirates med totalt 9–6. På tolv slutspelsmatcher noterades Karlsson för två mål och sex assistpoäng.
Karlsson förlängde sitt avtal med Seier Capital med ytterligare två år, vilket bekräftades den 28 juli 2025.

## Statistik
| 2013–14              | Rögle BK               | HA                   | 17  | 0  | 2  | 2  | 0  | 5  | 0 | 0 | 0  | 0 |
| 2014–15              | Rögle BK               | HA                   | 26  | 1  | 1  | 2  | 2  | 5  | 0 | 0 | 0  | 0 |
| 2014–15              | Helsingborgs HC        | Div. 1               | 2   | 0  | 1  | 1  | 0  | —  | — | — | —  | — |
| 2015–16              | Rögle BK               | SHL                  | 47  | 2  | 13 | 15 | 2  | —  | — | — | —  | — |
| 2015–16              | Helsingborgs HC        | Div. 1               | 1   | 0  | 0  | 0  | 0  | —  | — | — | —  | — |
| 2016–17              | Rögle BK               | SHL                  | 52  | 4  | 13 | 17 | 8  | 3  | 0 | 1 | 1  | 0 |
| 2017–18              | Rögle BK               | SHL                  | 12  | 1  | 2  | 3  | 4  | —  | — | — | —  | — |
| 2018–19              | Linköping HC           | SHL                  | 46  | 3  | 12 | 15 | 2  | —  | — | — | —  | — |
| 2019–20              | Linköping HC           | SHL                  | 29  | 0  | 6  | 6  | 6  | —  | — | — | —  | — |
| 2019–20              | IK Oskarshamn          | SHL                  | 14  | 1  | 1  | 2  | 2  | —  | — | — | —  | — |
| 2020–21              | IK Oskarshamn          | SHL                  | 28  | 1  | 1  | 2  | 2  | —  | — | — | —  | — |
| 2020–21              | Rögle BK               | SHL                  | 9   | 1  | 1  | 2  | 2  | —  | — | — | —  | — |
| 2020–21              | Västerås IK            | HA                   | 20  | 4  | 6  | 10 | 4  | 6  | 0 | 2 | 2  | 2 |
| 2021–22              | Västerås IK            | HA                   | 46  | 7  | 13 | 20 | 12 | 5  | 0 | 2 | 2  | 4 |
| 2022–23              | Kristianstads IK       | HA                   | 52  | 5  | 17 | 22 | 12 | —  | — | — | —  | — |
| 2023–24              | Rungsted Seier Capital | Superisligaen        | 47  | 12 | 20 | 32 | 6  | 4  | 0 | 2 | 2  | 0 |
| 2024–25              | Rungsted Seier Capital | Superisligaen        | 48  | 10 | 32 | 42 | 8  | 12 | 2 | 6 | 8  | 4 |
| SHL totalt           | SHL totalt             | SHL totalt           | 237 | 13 | 49 | 62 | 28 | —  | — | — | —  | — |
| HA totalt            | HA totalt              | HA totalt            | 161 | 17 | 39 | 56 | 30 | 24 | 0 | 5 | 5  | 6 |
| Superisligaen totalt | Superisligaen totalt   | Superisligaen totalt | 95  | 22 | 52 | 74 | 14 | 16 | 2 | 8 | 10 | 4 |